# Schonenfahrer
Schonenfahrer (Skåne-farare), var stora och inflytelserika handelssällskap i de tyska städerna från medeltiden ända fram till modern tid.  
Ursprungligen bl.a. hansaköpmän och båtsmän vilka var aktiva i sillhandeln i det dåvarande danska Skåneland, på Skånemarknaden i Skanör och Falsterbo. 
Dessa sammanslutningar av köpmän eller handelsföretag i de olika städerna bestående av Skånefarare, vilka tillvaratog deras ekonomiska, politiska och sociala intressen, fanns i de vendiska städerna i Hansaförbundet vid Östersjön från Lübeck till Stettin, men också i de konkurrerande städerna på Nordsjön som Hamburg, och till och med inne i det tyska inlandet, till exempel i Dortmund.
Skånefarare hade sin egen vapensymbol, som visade tre sillfiskar ovanför varandra, som t.ex. i Lübeck , senare halverad i samband med den halva dubbelörnen från det tysk-romerska riket, för att betona de kejserliga tyska köpmännen. 
Skånefararnas handelsfolksföretag existerade t.ex. i Lübeck från 1100-talet ända till 1853, då företagen i sin helhet centraliserades i Kaufmannschaft zu Lübeck/Köpmannaskapet i Lübeck.  